# Jaime Alvarado
Jaime Alberto Alvarado Hoyos, noto semplicemente come Jaime Alvarado (Santa Marta, 26 luglio 1999), è un calciatore colombiano, centrocampista dell'Independiente Medellín.

## Caratteristiche tecniche
Mediano bravo tecnicamente, abile nel recuperare palloni e nell'impostazione del gioco, ha dichiarato di ispirarsi a Sergio Busquets.

## Carriera

### Club
Scoperto in Colombia dagli osservatori dell'Udinese, nel 2017 viene tesserato dal Watford, con cui firma un quinquennale, che nel mese di luglio lo cede in prestito al Real Valladolid B. Dopo una buona stagione a livello individuale, il 18 luglio 2018 si trasferisce, sempre a titolo temporaneo, all'Hércules. Il 16 gennaio 2020 passa al Badalona.

### Nazionale
Con la nazionale Under-20 colombiana è stato convocato per il Campionato sudamericano di categoria del 2019.

## Statistiche

### Presenze e reti nei club
Statistiche aggiornate al 24 aprile 2020.
| Stagione        | Squadra           | Campionato      | Campionato | Campionato | Coppe nazionali | Coppe nazionali | Coppe nazionali | Coppe continentali | Coppe continentali | Coppe continentali | Altre coppe | Altre coppe | Altre coppe | Totale | Totale |
| Stagione        | Squadra           | Comp            | Pres       | Reti       | Comp            | Pres            | Reti            | Comp               | Pres               | Reti               | Comp        | Pres        | Reti        | Pres   | Reti   |
| --------------- | ----------------- | --------------- | ---------- | ---------- | --------------- | --------------- | --------------- | ------------------ | ------------------ | ------------------ | ----------- | ----------- | ----------- | ------ | ------ |
| 2017-2018       | Real Valladolid B | SDB             | 27         | 0          | -               | -               | -               | -                  | -                  | -                  | -           | -           | -           | 27     | 0      |
| 2018-2019       | Hércules          | SDB             | 11+2       | 0          | -               | -               | -               | -                  | -                  | -                  | -           | -           | -           | 13     | 0      |
| 2019-gen. 2020  | Hércules          | SDB             | 6          | 0          | CR              | 0               | 0               | -                  | -                  | -                  | -           | -           | -           | 6      | 0      |
| Totale Hércules | Totale Hércules   | Totale Hércules | 17+2       | 0          |                 | 0               | 0               |                    | -                  | -                  |             | -           | -           | 19     | 0      |
| gen.-giu. 2020  | Badalona          | SDB             | 3          | 0          | -               | -               | -               | -                  | -                  | -                  | -           | -           | -           | 3      | 0      |
| Totale carriera | Totale carriera   | Totale carriera | 47+2       | 0          |                 | 0               | 0               |                    | -                  | -                  |             | -           | -           | 49     | 0      |